# قائمة حلقات كوردج الجبان
كوردج الجبان هو مسلسل رسوم متحركة أمريكي من إخراج جون روبرت ديلوورث لكرتون نتورك تم عرضه لأول مرة في 22 نوفمبر 1999 وانتهى عرضه في 22 نوفمبر 2002 وخلال اربع اعوام تم إنتاج 04 مواسم و 52 حلقة

## الحلقات

### الموسم الأول
| الرقم في السلسلة | الرقم في الموسم | العنوان                                                     | تاريخ البث العالمي |
| ---------------- | --------------- | ----------------------------------------------------------- | ------------------ |
| 01               | 01              | «ليلة في فندق كاتز- حساء الجدة»                             | 12 نوفمبر 1999     |
| 02               | 02              | «ظل كورج - "دكتور لو كواك أخصائي فقدان الذاكرة"»            | 13 نوفمبر 1999     |
| 03               | 03              | «كورج يلتقي بيغ فوت - شخص متهور»                            | 14 نوفمبر 1999     |
| 04               | 04              | «شيطان في السرير - فريد الفظيع»                             | 15 نوفمبر 1999     |
| 05               | 05              | «عظة الخلد - يوم الأم»                                      | 16 نوفمبر 1999     |
| 06               | 06              | «الإخوة البطة - شيرلي المتوسطة»                             | 17 نوفمبر 1999     |
| 07               | 07              | «لعنة الملك رمسيس - إمساك القدم»                            | 18 نوفمبر 1999     |
| 08               | 08              | «حدث الا مكان - يجب ان تكون الالهة اوزة»                    | 19 نوفمبر 1999     |
| 09               | 09              | «ملكة البركة السوداء - الكل يريد ان يوجه»                   | 20 نوفمبر 1999     |
| 10               | 10              | «رجل الثلج - البطة المدللة»                                 | 21 نوفمبر 1999     |
| 11               | 11              | «رؤوس لحم البقر - كلوب كاتز»                                | 22 نوفمبر 1999     |
| 12               | 12              | «انتقام الدجاج من الفضاء الخارجي - رحلة الا مركز اللا مكان» | 23 نوفمبر 1999     |
| 13               | 13              | «الصغيرة ميوريل - الفوسيلي العظيم»                          | 24 نوفمبر 1999     |